# Одерне

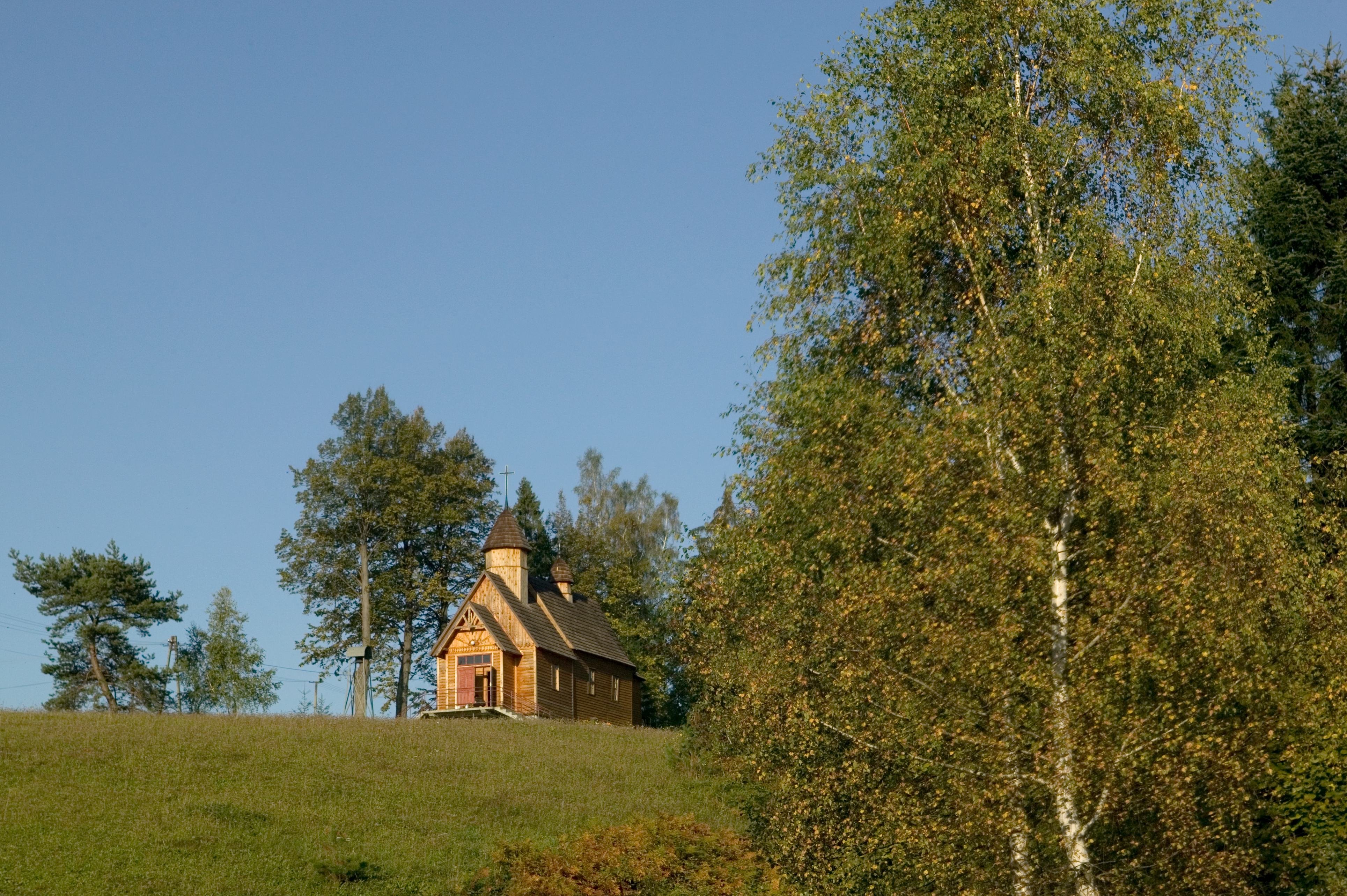
Часовня святого Станислава, Одерне, Горлицкий повет, Малопольское воеводство

Оде́рне (пол. Oderne) — деревня в Польше, находящаяся на территории гмины Усце-Горлицке Горлицкого повета Малопольского воеводства.

## География
Деревня находится в 3 км от административного центра Усце-Горлицке, 13 км от города Горлице и 106 км от Кракова.

## История
Первые упоминания о деревне относятся к 1389 году, когда она была основана указом польского короля Казимира III. Деревня принадлежала польскому шляхетскому роду Гладыш. На рубеже XVI—XVII веков в деревне было производство стекла.
Во время Второй мировой войны в окрестностях деревни действовал отряд УПА. До акции «Висла» (1947 г.) в селе проживали лемки. В 1958 году в деревню вернулась только одна лемковская семья. В настоящее время большинство жителей села составляют поляки.
До 1972 года в деревне действовала школа, основанная до Второй мировой войны. В 1972 году в деревню было проведено электричество. В 1997 году до деревни была построена асфальтированная дорога.
В 1975—1998 года село входило в Новосонченское воеводство.

## Туризм
Через деревню проходит пеший туристический маршрут «Гора Гомоля — Усце-Горлицке — Одерне — горный приют на Магуре-Маластовской».

## Достопримечательности
- Часовня святого Станислава;
- Деревянная церковь, датируемая 1898 годом;
- Приходское кладбище;

## Источник
- Leszczyny, Słownik geograficzny Królestwa Polskiego i innych krajów słowiańskich